# Patella rustica
Patella rustica es una especie de molusco gasterópodo de la familia Patellidae.
Distribución geográfica
Está presente en el mar Mediterráneo, y en el Atlántico, desde Mauritania hasta las costas del sur de Francia.
Morfología
Tiene la concha visiblemente más elevada que otras especies del mismo género, como Patella caerulea y Patella aspera, que son mucho más aplanadas. La cara externa es de color entre marrón y grisáceo, con numerosas costillas radiales tenues y regulares. Sobre estas presenta hileras de pequeños abultamientos en círculos concéntricos, de color oscuro, muy características. La cara interna de la concha es lisa y de color amarillo iridiscente con unas 12-15 bandas radiales marrones. Se localiza en el piso mediolitoral superior, en la zona más elevada respecto al nivel medio del mar. Es frecuente y localmente abundante.
Reproducción
La especie tiene un ciclo reproductor corto y sólo se reproduce una vez al año. Las gónadas comienzan a madurar en agosto y alcanzan su máximo desarrollo a finales de octubre y durante noviembre. El desove se produce coincidiendo con el primer temporal fuerte de otoño.  La fecundación es externa y las larvas pasan por fase de trocófora, velíger, pedivelíger y pedivelíger reptante antes de alcanzar la capacidad para fijarse en el sustrato e iniciar la metamorfosis.
Alimentación
Los juveniles y adultos se alimentan del biofilm que recubre las rocas, formado por cianobacterias y propágulos de algas. Las obtienen raspando con la rádula, una estructura que contiene uno de los biominerales más duros conocidos.